# Pelagio Galvani
Pelagio Galvani (portugalsky Paio Galvão, psán též latinizovaně Pelagius, narozen kolem roku 1165? v Guimaraesu - zemřel 30. ledna 1230, v Terra Sancti Benedicti) byl portugalský benediktinský kardinál a právník. Zastával úřad papežského legáta a z pověření papeže Honoria III. se stal vůdcem páté křížové výpravy.
V roce 1178 Pelagio vstoupil do benediktinského řádu a v Paříži studoval teologii. Papež Inocenc III. Pelagiovi propůjčil titul kardinál-jáhen a později, kolem roku 1211 získal titul kardinál-kněz a nakonec byl zvolen albanským biskupem (1213). Roku 1213 byl odeslán na diplomatickou misi do Konstantinopole.
Roku 1219 mu papež Honorius III. svěřil velení nad pátou křížovou výpravou, neboť papežství se snažilo udržet výpravu pod svou přímou kontrolou a nedůvěřovalo světským velitelům. Jeho vojenské schopnosti však byly nevalné a křížová výprava se spíše vyznačovala neustálými spory mezi světskými velmoži a Pelagiem. Pelagio byl zastáncem tvrdé protimuslimské linie a odmítal možnost jakékoliv „dohody s nevěřícími“. Roku 1221 při pokusu o dobytí Káhiry však bylo křižácké vojsko obklíčeno a hrozilo jeho kompletní zničení a Pelagio byl donucen vyjednávat se sultánem al-Kamilem o příměří, čímž křížová výprava skončila katastrofou.
Po volbě kardinála Ugolina Contiho jako Řehoře IX. se Pelagio Galvani stal děkanem Svatého kolegia kardinálů. Zemřel benediktinském klášteře Monte Cassino v Zemi svatého Benedikta.